# L'Œil électrique
L'Œil électrique était un magazine dont la publication a duré de 1997 à 2004. Sous-titré « magazine collectif et interactif », il proposait à ses lecteurs de participer à sa réalisation.
Son nom faisait référence au composant électronique utilisé dans les anciennes radios pour avoir un repère visuel indiquant la bonne syntonie d'une station radio[réf. souhaitée].

## Description
Créé par Stéphane Corcoral et Kate Fletcher, il était édité par l'association « L'Œil électrique éditions », crée en 1997 à Rennes à partir d'une autre association créée en 1977. Il travaille dans un esprit collaboratif de l'art collectif, et demande à des contributeurs d'élaborer le magazine.
En 2003, dans son numéro 28, pendant l'Année de l'Algérie en France, ils dresse un tableau des relations franco-algériennes.
Stéphane Corcoral se fera connaître plus tard sous le pseudonyme de John-Harvey Marwanny, notamment grâce au jeu satirique Plan social (2010/Marwanny Corporation).
L'auteur de bande-dessinée, Blutch déclare avoir travaillé pendant dix ans à cette revue, et avoir grandi avec.
Olivier Texier y a également participé.
L'association éponyme chargée de sa publication s'est transformée en collectif d'édition en février 2007 après 11 ans d'existence.